# Сукт
Сукт (алб. Sukth) — село, колишній міський муніципалітет в Албанії. Населення — 15 966 (2011 рік). Під час реформи місцевого самоврядування 2015 року місто стало підрозділом муніципалітету Дуррес. Колишній муніципалітет складався з сіл Суктх, Хамалладж, Кулла, Перлат, Вадардха і Ррушкулл.
Село розділене річкою Ерзен на два райони, а саме на Сукт і Рі та Сукт і Вітер. Сукт розташований приблизно за три кілометри на північ від історичного ринкового міста Шияк. До Адріатичного моря всього сім кілометрів.